# گیامی
گیامی روستایی است در بخش رضویه و جنوب شرقی شهر مشهد، استان خراسان رضوی.

## جمعیت
این روستا در دهستان آبروان قرار دارد و براساس سرشماری مرکز آمار ایران در سال ۱۳۹۰، جمعیت آن ۳۵۳ نفر (۹۳ خانوار) بوده‌است.